# Dolichomitus hypermeces
Dolichomitus hypermeces är en stekelart som beskrevs av Henry Keith Townes, Jr. 1975. Dolichomitus hypermeces ingår i släktet Dolichomitus och familjen brokparasitsteklar. Inga underarter finns listade i Catalogue of Life.